# آبي هوس
آبي هوس (بالهولندية: Abbey Hoes)‏ (20 مايو 1994) ممثلة سينمائية وتلفزيونية هولندية بدأت مسيرتها في التمثيل في عام 2008.

## وصلات خارجية
- الموقع الرسمي
- آبي هوس على موقع IMDb (الإنجليزية)
- آبي هوس على موقع قاعدة بيانات الفيلم (الإنجليزية)